# Musée Rabelais, Maison La Devinière
La Devinière est une maison des champs située à Seuilly en Touraine. Elle abrite le musée Rabelais, membre de la Fédération des maisons d'écrivain, labellisée «  Maisons des Illustres » et « Musée de France ». François Rabelais y est probablement né et y a passé son enfance.

## Historique

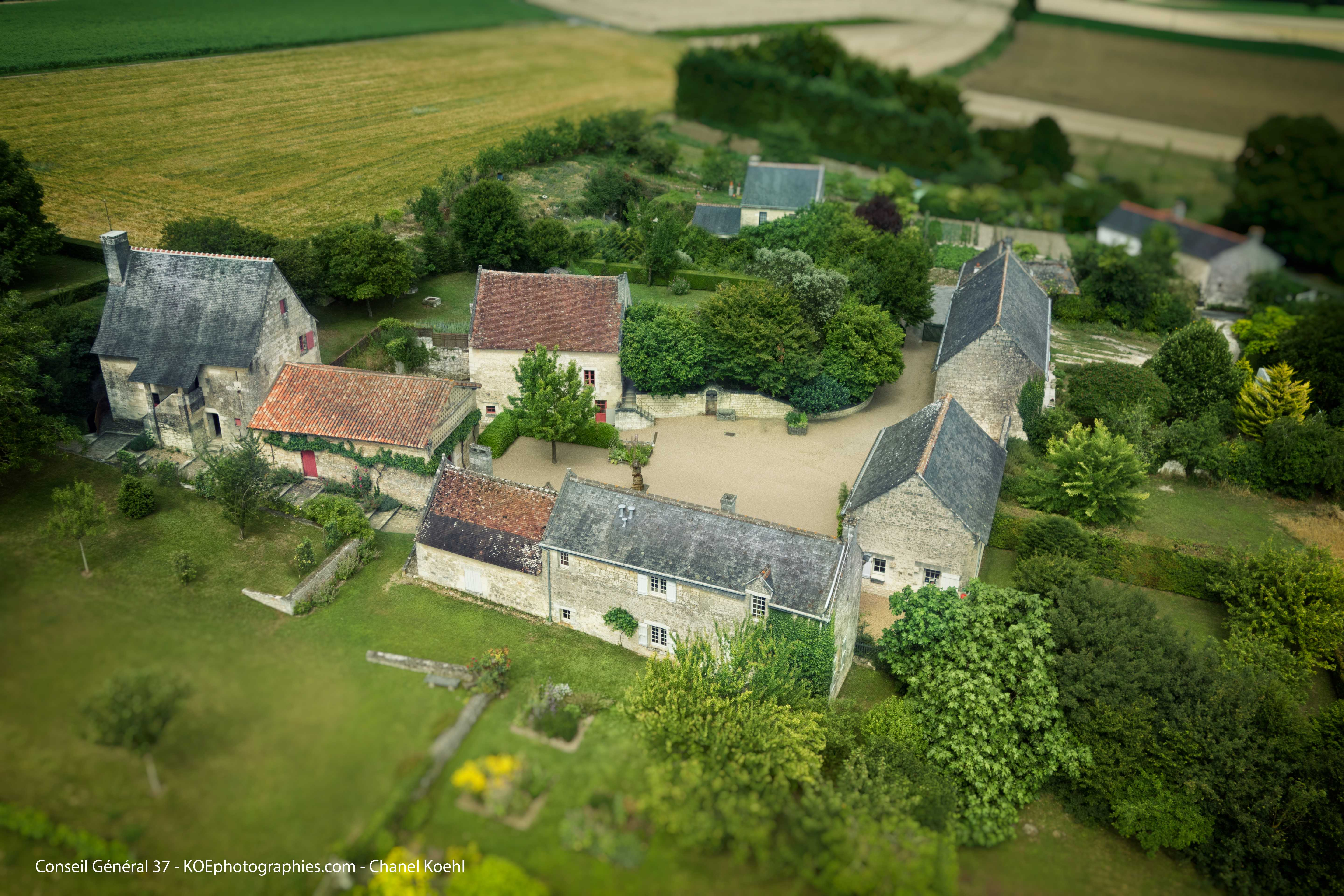

La Devinière est une closerie située en pleine campagne chinonaise. Elle se compose d'un logis du XVIe siècle, d'un pigeonnier du XVIIe et de dépendances. Si le célèbre humaniste y passe probablement les premières années de sa vie, aucun document écrit n'atteste de son lieu de naissance. Son père Antoine Rabelais, important propriétaire foncier, possède également une maison rue de la Lamproye à Chinon, à une lieue et demi de la Devinière. La série de caves creusées dans d'anciennes carrières de tuffeau blanc, construites sans plan d'ensemble, relève d'un type de construction fréquent en Touraine. La maison de Rabelais est classée au titre des monuments historiques par arrêté du 14 février 1930 ; son pigeonnier est classé par arrêté du 3 août 1951.

## Représentation littéraire
Rabelais se réfère à sa maison d'enfance notamment dans son second roman, Gargantua. Elle incarne le château de Grandgousier, le lieu de naissance du géant et le théâtre d'opérations de la guerre picrocholine. Ce conflit, faisant allusion aux rivalités entre François 1er et Charles Quint, voit l'affrontement entre Grandgousier, seigneur des lieux, et Picrochole, roi de Lerné.

## Musée littéraire
À partir des années 1640-1650, la famille Rabelais n'habite plus la Devinière. Classé monument historique depuis 1929, le domaine est néanmoins divisé, quelque peu oublié, et se dégrade peu à peu. Alerté par des érudits rabelaisants, le département d'Indre-et-Loire achète la maison en 1948, avec l’appui du préfet Robert Vivier, à ne pas confondre avec l'écrivain belge homonyme. L'Association des Amis de Rabelais et de La Devinière, créée au même moment par Robert Vivier, fonde le musée aménagé par le mythologue Henri Dontenville et l'ouvre au public en 1951.
Depuis, le musée littéraire consacré à l’œuvre et à la vie de François Rabelais est géré par le conseil départemental d'Indre-et-Loire en partie avec les collections de l'Association. Il présente une riche iconographie, des publications et ouvrages anciens et de nombreux portraits, gravures et statues de l’écrivain. Le site présente également des caves troglodytiques, un pigeonnier du XVIIe siècle et un jardin potager. En 2004 sont plantées sur le domaine « les vignes de Rabelais » (au cœur du vignoble du Chinonais), ce qui renoue avec les traditions viticoles du lieu. La production vendue aux visiteurs du musée porte le nom de « Clos de La Devinière ».

## Accès
Ce musée est accessible en transport en commun via le Réseau de mobilité interurbaine, sur réservation préalable 24 heures à l'avance (circule uniquement d'avril à septembre), depuis la commune de Chinon.

## Galerie

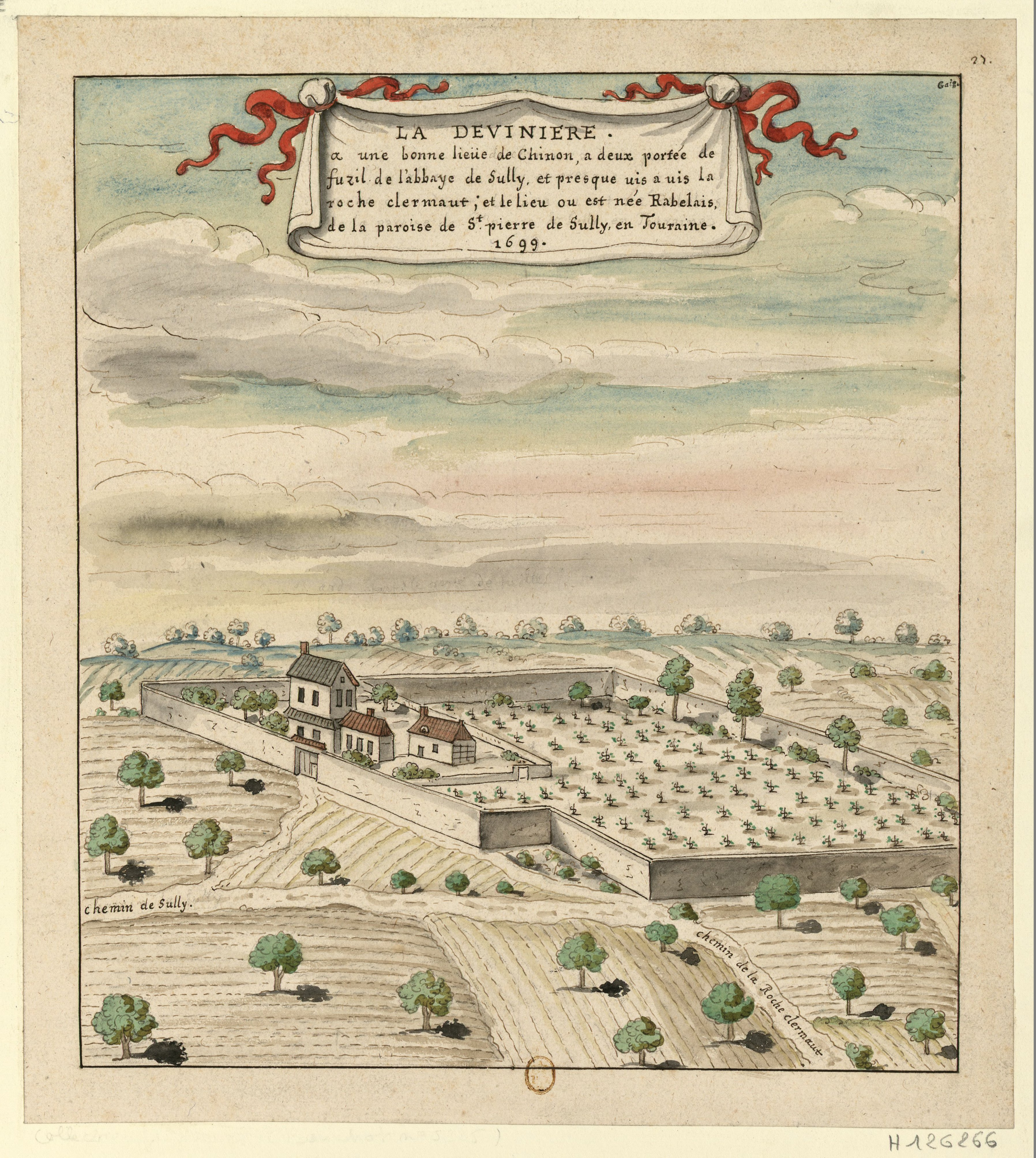
Estampe attribuée à Louis Boudan (1699).
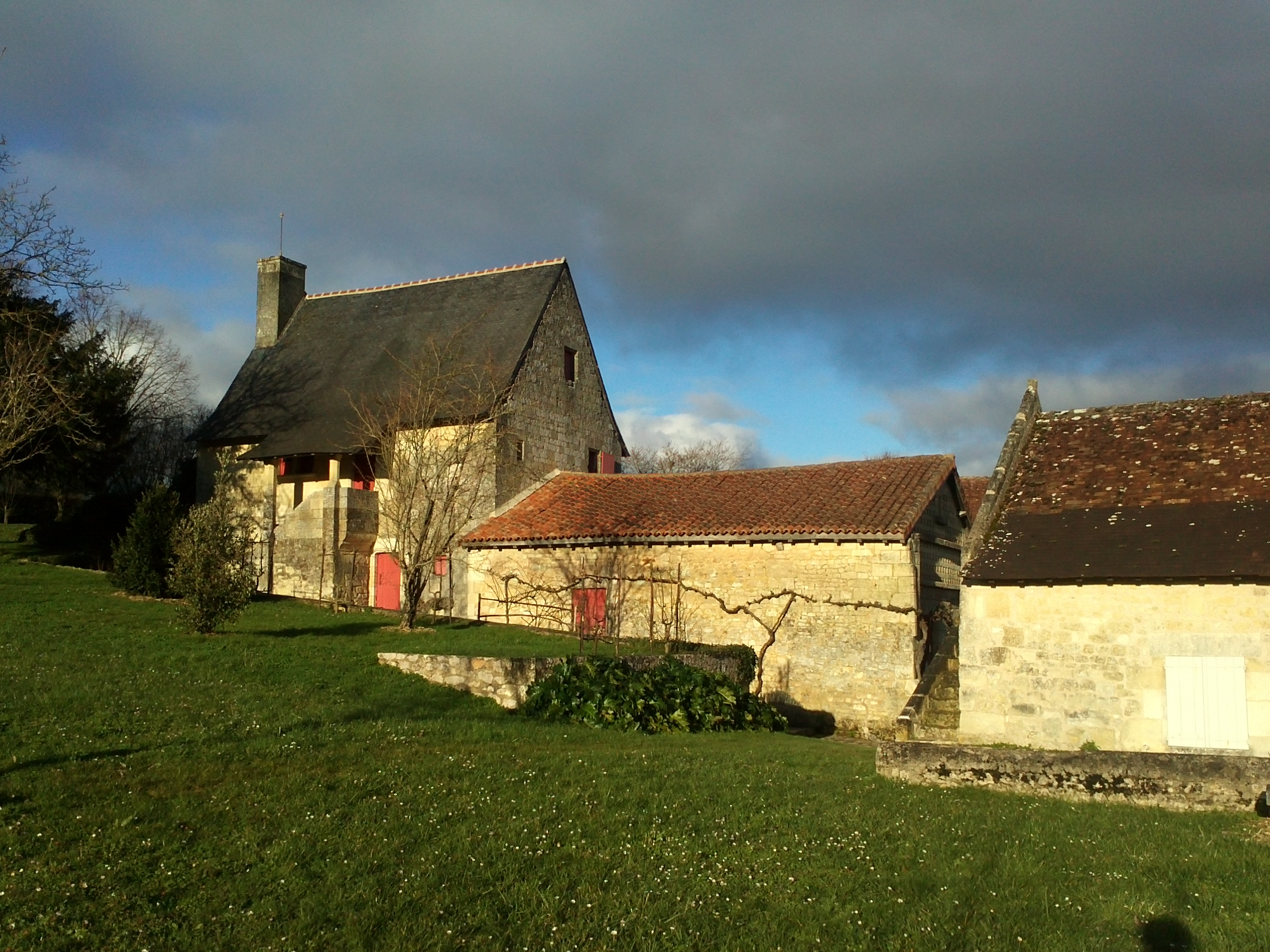
Vue latérale sur le Logis et le Pigeonnier
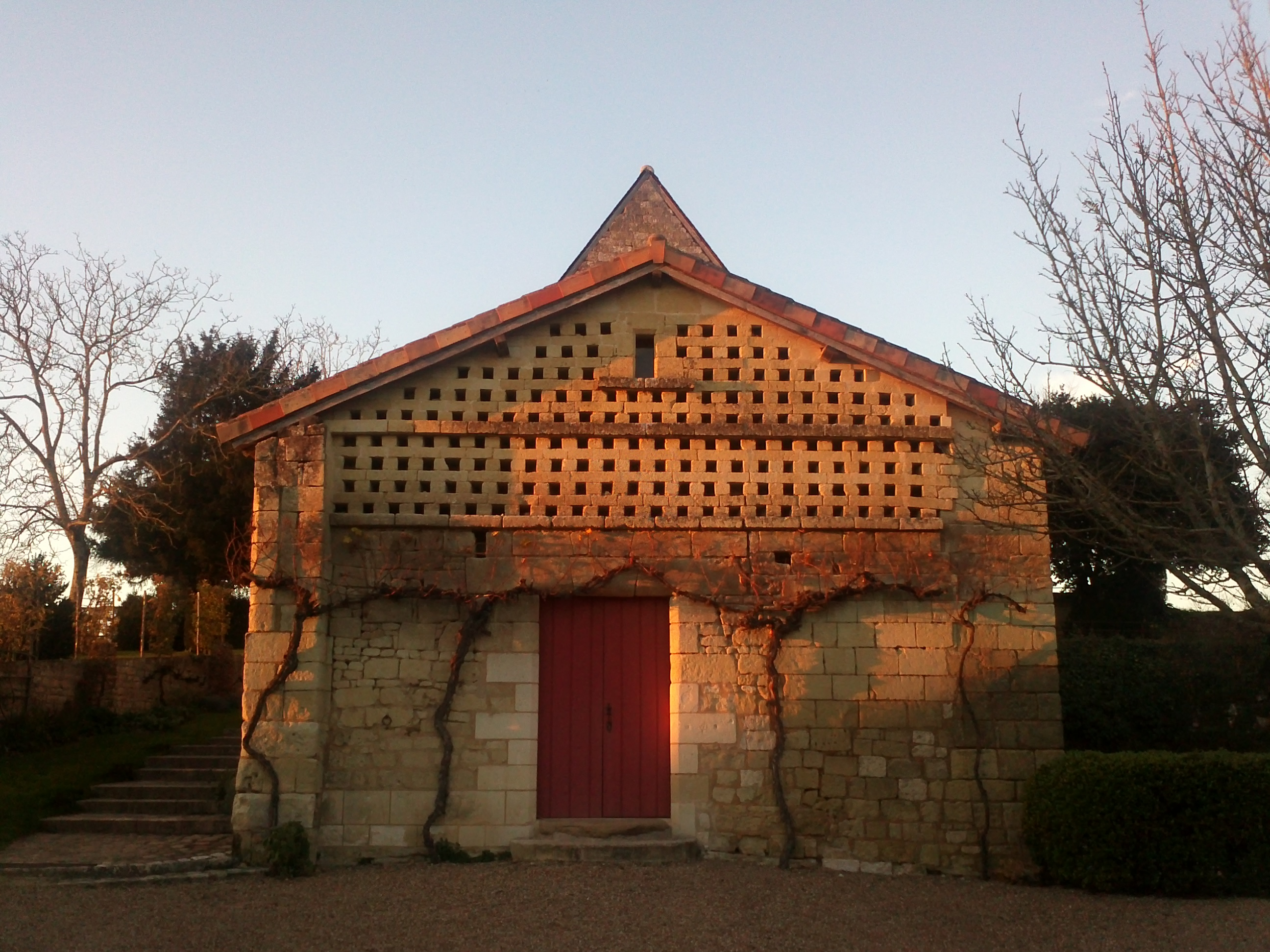
Vue du Pigeonnier
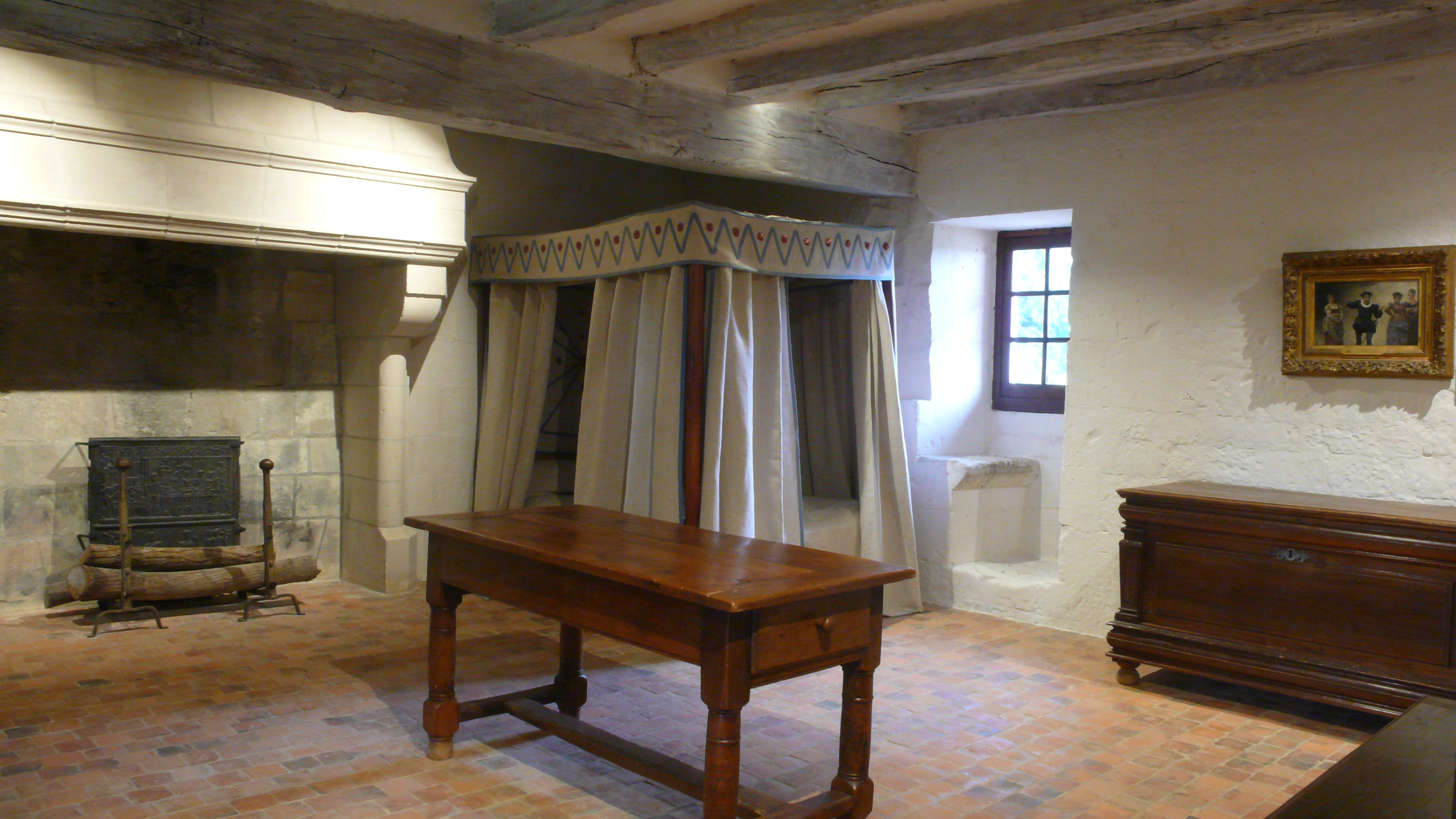
La chambre présumée natale de Rabelais
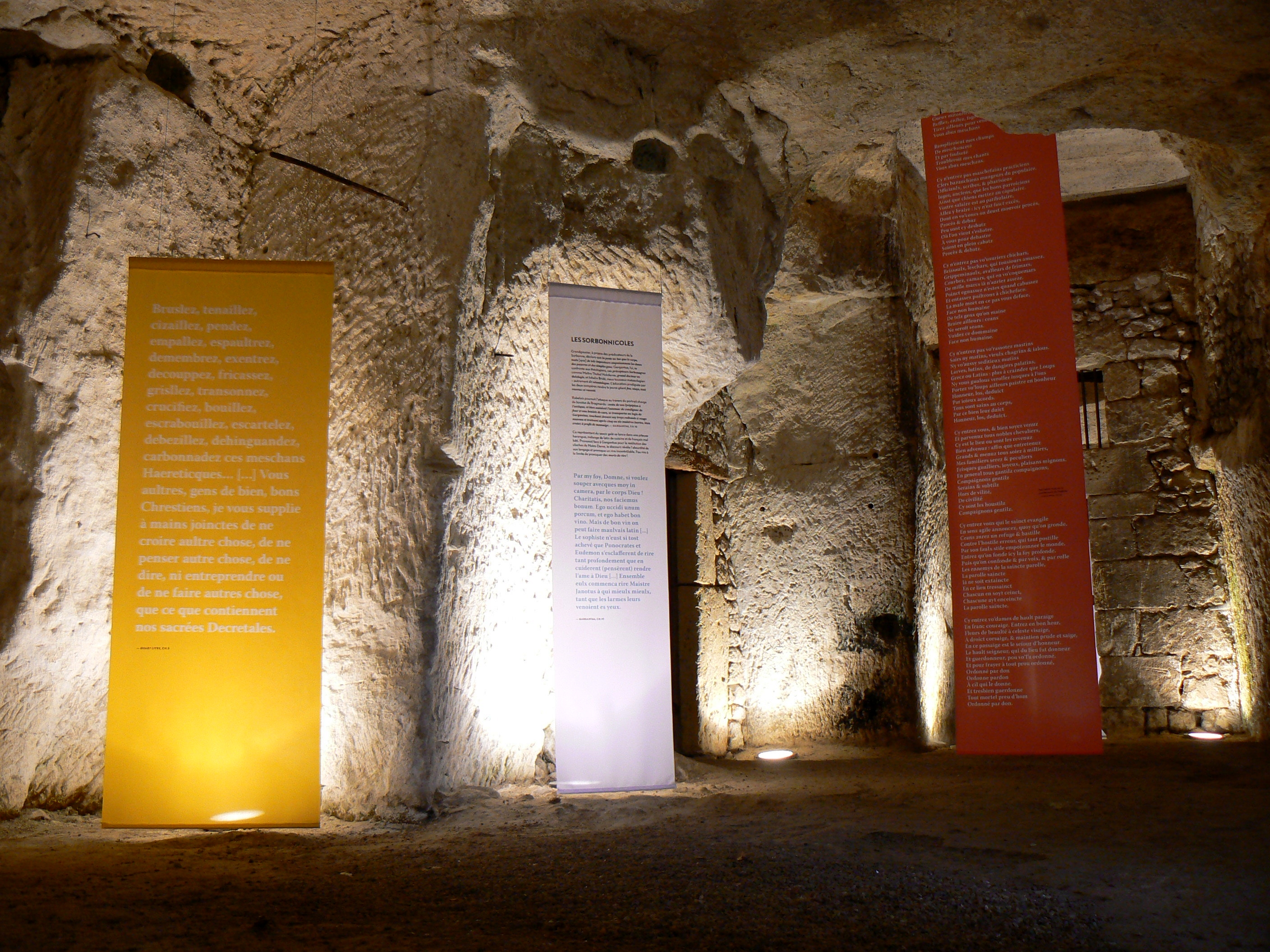
Les grandes caves
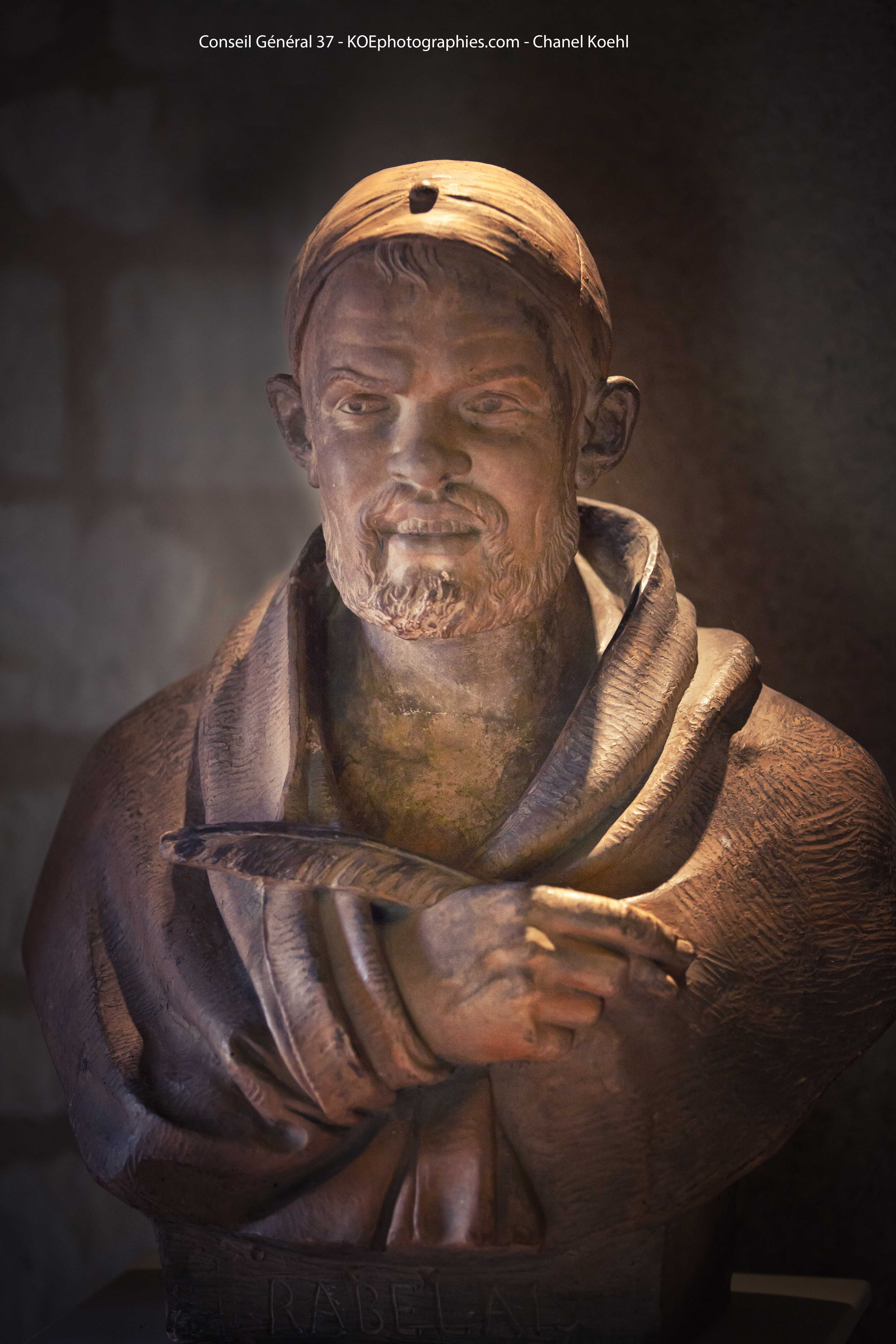
François Rabelais
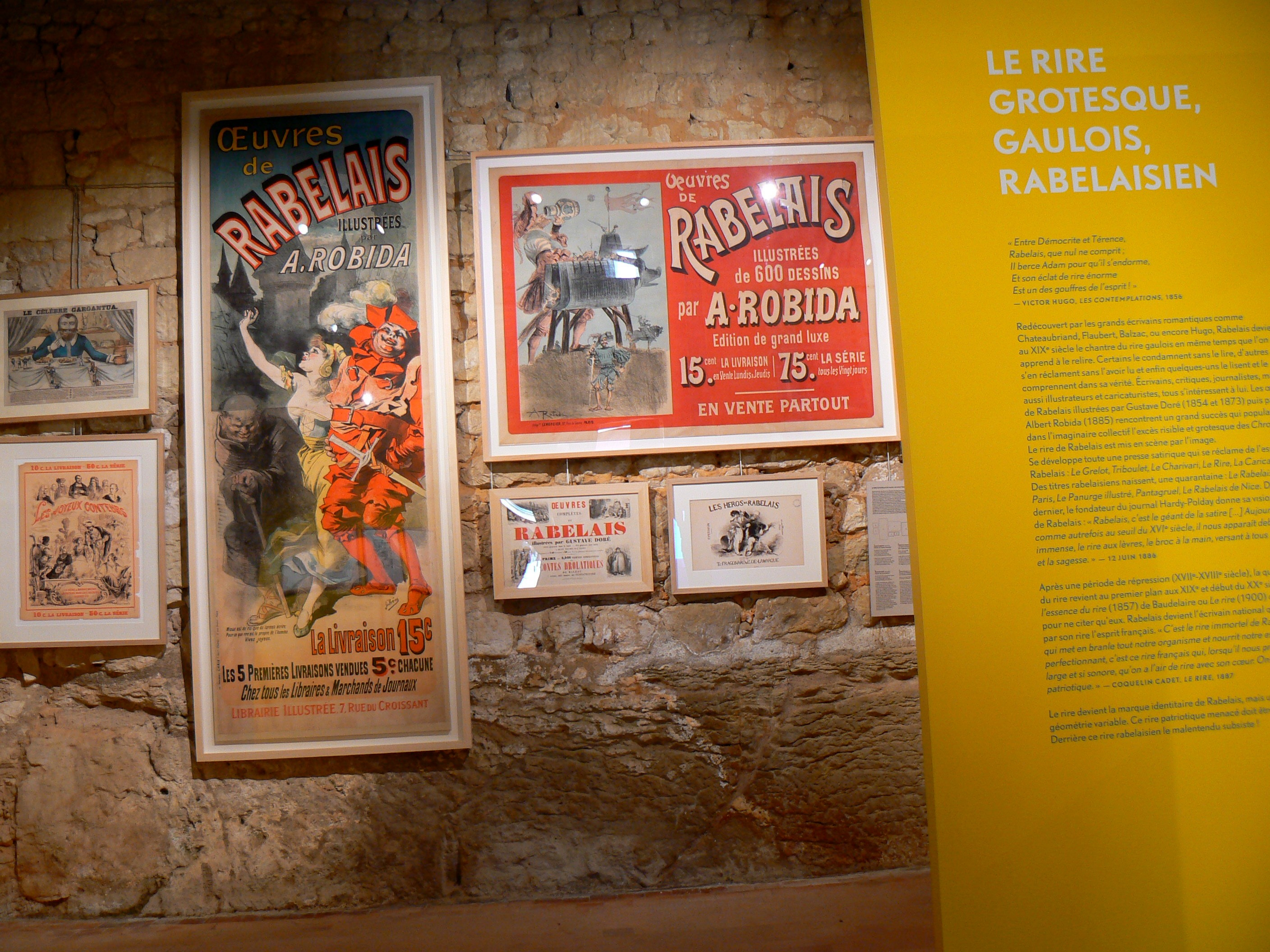
Exposition dans le Pigeonnier
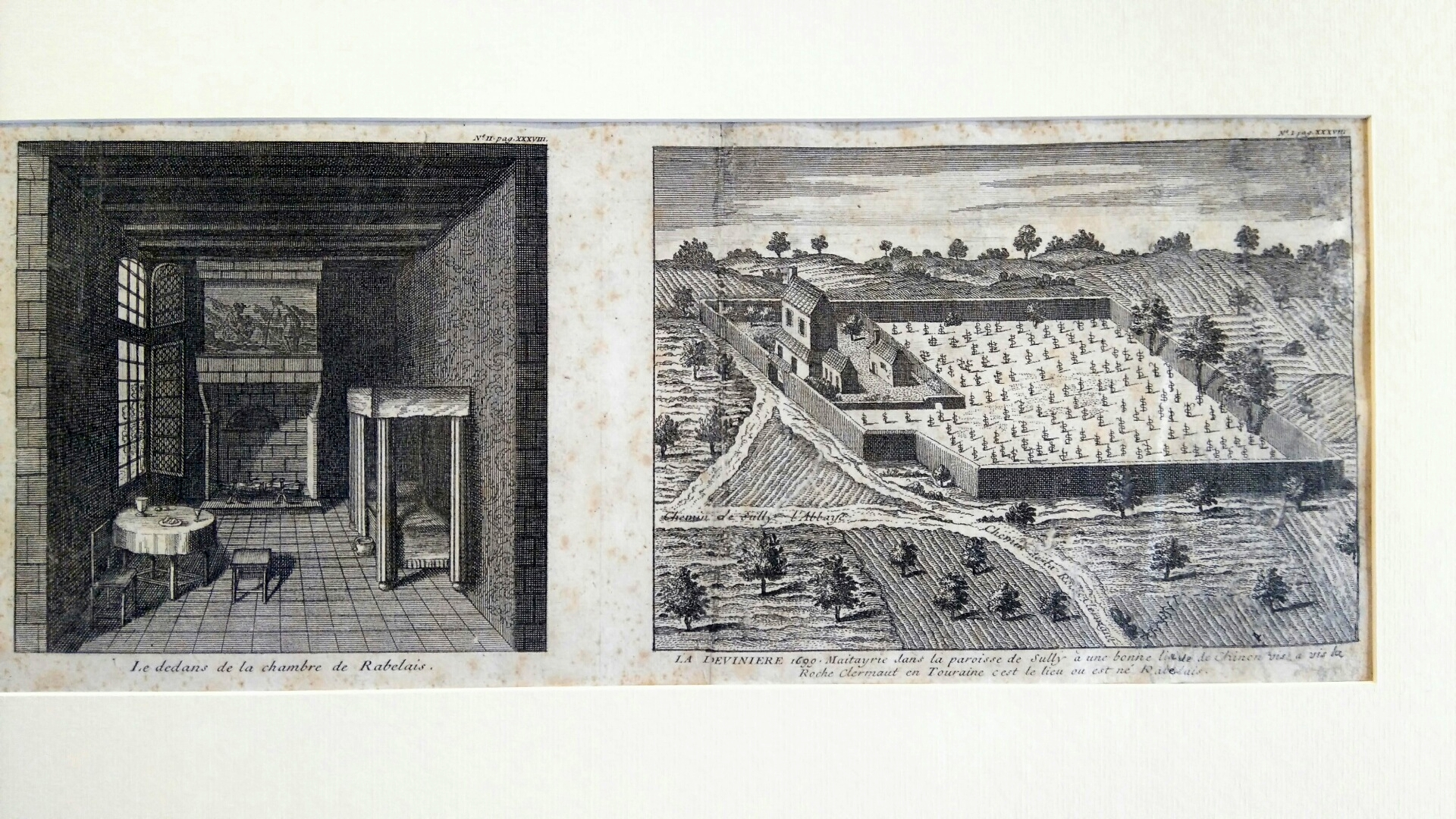
La Devinière, vue en 1699